# Lipskya
Lipskya là chi thực vật có hoa trong họ Apiaceae.